# Alvah Hunt
Alvah Hunt (* um 1798 in Seekonk, Massachusetts; † 28. Oktober 1858 in New York City) war ein US-amerikanischer Händler und Politiker. Er war von 1848 bis 1851 Treasurer of State von New York.

## Werdegang
Über die Jugendjahre von Alvah Hunt ist nichts bekannt. Er lebte in Greene (New York). Dort heiratete er Anna Birdsall († 1878). Von 1839 bis 1842 saß er für den 6. Bezirk im Senat von New York. Seine Amtszeit war von der Wirtschaftskrise von 1837 überschattet. Hunt war zu jener Zeit Mitglied der Whig Party. Er wurde im November 1847 zum Treasurer of State von New York gewählt und im November 1849 bestätigt. Während seiner Amtszeit ging der Mexikanisch-Amerikanische Krieg zu Ende. Hunt zog nach dem Ende seiner Amtszeit nach New York City. Er wurde Treasurer der Des Moines Improvement Company.